# Frieseomelitta doederleini
Frieseomelitta doederleini är en biart som först beskrevs av Heinrich Friese 1900.  Frieseomelitta doederleini ingår i släktet Frieseomelitta och familjen långtungebin. Inga underarter finns listade i Catalogue of Life.